# Žipov
Žipov (in ungherese Sárosizsép) è un comune della Slovacchia facente parte del distretto di Prešov, nella regione omonima.